# Станлі (Айдахо)
Станлі (англ. Stanley) — місто в окрузі Кастер, штат Айдахо, США. Згідно з переписом 2010 року населення становило 63 особи, що на 37 осіб менше, ніж 2000 року.

## Географія
Станлі розташоване за координатами 44°12′43″ пн. ш. 114°56′8″ зх. д. / 44.21194° пн. ш. 114.93556° зх. д. (44.211918, -114.935655).  За даними Бюро перепису населення США в 2010 році місто мало площу 1,60 км², з яких 1,59 км² — суходіл та 0,01 км² — водойми. В 2017 році площа становила 1,42 км², з яких 1,41 км² — суходіл та 0,01 км² — водойми.

### Клімат
| Клімат : Станлі         | Клімат : Станлі | Клімат : Станлі | Клімат : Станлі | Клімат : Станлі | Клімат : Станлі | Клімат : Станлі | Клімат : Станлі | Клімат : Станлі | Клімат : Станлі | Клімат : Станлі | Клімат : Станлі | Клімат : Станлі | Клімат : Станлі |
| Показник                | Січ.            | Лют.            | Бер.            | Квіт.           | Трав.           | Черв.           | Лип.            | Серп.           | Вер.            | Жовт.           | Лист.           | Груд.           | Рік             |
| Абсолютний максимум, °C | 12,2            | 18,3            | 17,8            | 25,0            | 28,9            | 32,8            | 36,7            | 36,1            | 31,7            | 26,7            | 18,9            | 10,0            | 36,7            |
| Середній максимум, °C   | −3,4            | 0,4             | 6,3             | 10,3            | 15,6            | 20,3            | 26,2            | 26,0            | 20,8            | 13,4            | 3,2             | −4,2            | 11,2            |
| Середній мінімум, °C    | −18,7           | −18,4           | −12,3           | −7              | −2,6            | 0,6             | 2,1             | 0,8             | −3,1            | −6,6            | −11,8           | −18,8           | −8              |
| Абсолютний мінімум, °C  | −43,3           | −43,9           | −35             | −26,7           | −13,3           | −9,4            | −9,4            | −8,9            | −12,8           | −23,3           | −32,2           | −47,8           | −47,8           |
| Норма опадів, мм        | 33              | 37              | 30              | 26              | 23              | 22              | 12              | 10              | 11              | 21              | 43              | 44              | 312             |
| Днів з опадами          | 9               | 7               | 6               | 5               | 7               | 7               | 3               | 4               | 5               | 4               | 8               | 7               | 72,0            |
| ----------------------- | --------------- | --------------- | --------------- | --------------- | --------------- | --------------- | --------------- | --------------- | --------------- | --------------- | --------------- | --------------- | --------------- |
| Джерело: WRCC           |                 |                 |                 |                 |                 |                 |                 |                 |                 |                 |                 |                 |                 |

## Демографія

### Перепис 2010 року
За даними перепису 2010 року, у місті проживало 63 особи у 30 домогосподарствах у складі 13 родин. Густота населення становила 39,9 ос./км². Було 91 помешкання, середня густота яких становила 57,6/км². Расовий склад міста: 100,0 % білих.
Із 30 домогосподарств 3,3 % мали дітей віком до 18 років, які жили з батьками; 40,0 % були подружжями, які жили разом; 3,3 % мали господаря без дружини і 56,7 % не були родинами. 40,0 % домогосподарств складалися з однієї особи, в тому числі 6,7 % віком 65 і більше років. У середньому на домогосподарство припадало 1,73 мешканця, а середній розмір родини становив 2,23 особи.
Середній вік жителів міста становив 52,5 року. Із них 3,2 % були віком до 18 років; 1,6 % — від 18 до 24; 23,8 % від 25 до 44; 58,7 % від 45 до 64 і 12,7 % — 65 років або старші. Статевий склад населення: 52,4 % — чоловіки і 47,6 % — жінки.
Середній дохід на одне домашнє господарство  становив 28 722 долари США (медіана — 24 750), а середній дохід на одну сім'ю — 25 500 доларів (медіана — 26 042). За межею бідності перебувало 40,4 % осіб, у тому числі 57,1 % дітей у віці до 18 років та 0,0 % осіб у віці 65 років та старших.
Цивільне працевлаштоване населення становило 145 осіб. Основні галузі зайнятості: мистецтво, розваги та відпочинок — 63,4 %, роздрібна торгівля — 14,5 %, науковці, спеціалісти, менеджери — 6,9 %, будівництво — 6,9 %.

### Перепис 2000 року
За даними перепису 2000 року, в місті проживало 100 осіб у 45 домогосподарствах у складі 23 родин. Густота населення становила 62,3 ос./км². Було 77 помешкань, середня густота яких становила 48,0/км². Расовий склад міста: 98,00 % білих, 1,00 % індіанців, і 1,00 % людей, які зараховують себе до двох або більше рас. Іспанці та латиноамериканці незалежно від раси становили 1,00 % населення.
Із 45 домогосподарств 24,4 % мали дітей віком до 18 років, які жили з батьками; 51,1 % були подружжями, які жили разом; 2,2 % мали господиню без чоловіка, і 46,7 % не були родинами. 33,3 % домогосподарств складалися з однієї особи, в тому числі none віком 65 і більше років. У середньому на домогосподарство припадало 2,22 мешканця, а середній розмір родини становив 3,00 особи.
Віковий склад населення: 24,0 % віком до 18 років, 6,0 % від 18 до 24, 27,0 % від 25 до 44, 40,0 % від 45 до 64 і 3,0 % років і старші. Середній вік жителів — 39 років. Статевий склад населення: 55,0 % — чоловіки і 45,0 % — жінки.
Середній дохід домогосподарств у місті становив $37 813, родин — $45 625. Середній дохід чоловіків становив $25 000 проти $37 500 у жінок. Дохід на душу населення в місті був $23 303. 25,9 % родин і 21,4 % населення перебували за межею бідності, включаючи 47,1 % віком до 18 років і жодного від 65 і старших.